# オラデア市電
オラデア市電（ルーマニア語: Tramvaiul din Oradea）は、ルーマニアの都市・オラデア市内に路線網を有する路面電車。1906年に開通した歴史ある路線で、2020年現在は路線バスと共に共同株式会社のオラデア地域交通会社によって運営されている。

## 歴史
オラデア市内に軌道交通を建設する計画が始まったのは19世紀末、1880年代の事であった。当初は地元の企業である公共蒸気牽引鉄道オレデアマーレ（publică cu tracţiune pe aburi S.A. Oradea-Mare）が出願を実施したが、後にハンガリー・ブダペストに本社を置いた電力・輸送会社「トラスト」（întreprinderi de electricitate şi transport „Trustul”）も建設案を発表し、一時はより条件が良い後者による建設が一時内定したものの、1898年に当時のハンガリー内務省はこの決定を覆し、前者による建設が決定した。また、その間にスチームトラムを用いた輸送体系から路面電車を建設する形へ計画が変更された事で、企業名もオラデアマーレ公共鉄道会社（Liniei ferate publice Oradea Mare S.A.）に変更されている。
建設は1905年から開始され、開業に向けた車両導入の遅れなどのトラブルは生じたものの、翌1906年3月から本格的な試運転が始まり、4月25日から営業運転が始まった。開業に際して導入されたのは14両の2軸車で、3つの系統で運用されていた。
路面電車の利用は好調で、開業翌年の1907年の時点で、小広場電停（Piaţa Mică）からヴァレンツァ駅電停（Gara Velenţa）の区間だけでも26万人の利用客を記録した。それを受けて既存の路線の延伸に加え新規路線が多数導入される事となった。第一次世界大戦期は戦乱により一時これらの流れが停滞し、復旧までには数年もの歳月が費やされたものの、1920年代以降は新規路線の拡充や車庫などの施設の増設の動きが再開された。また、同時期には貨物輸送も行われ、1920年代には電気機関車の導入も実施された。
だが、第二次世界大戦の勃発によりオラデア市電の輸送力は大幅に減少し、1943年時点の旅客・貨物の輸送量は1939年時点の半分以下にまで減少した。更に1944年以降の空爆や戦闘により市電の路線網は甚大な被害を受け、一部の橋梁は爆破される事態となり、これらの路線の復旧が進められたのは終戦後となった。一方、当時のオラデア市電はソビエト連邦軍（ソ連軍）の管理下にあった都市鉄道会社（Calea ferată orăşenească S.A.）が運営していたが、今後の都市の発展計画に加えてオラデア市の財政難の改善を目的に協議が進められ、ルーマニアが共産主義体制となった1948年以降オラデア市電は国営企業である共同企業「10月12日」オラデア（Intreprindere Comunală "12 Octombrie" Oradea、I.C.O.）により運営される事となった。
それ以降は都市計画に基づく整備が実施され、混雑解消に伴う市内中心部の路線の廃止（1961年までに実施]）を始めとした規模の縮小はあったものの、住宅地や工業地帯の建設に伴う延伸も多数実施され、車両についても長年導入が続いた2軸車やルーマニア国産のボギー車に代わり、1975年以降はティミショアラで製造された大型車両のティミス2の導入が行われ、利用客の増加に対応した。また、1978年には車両数の増加やティミス2の導入に合わせ、これらの車両の保守に対応した新たな車庫の建設も実施されている。
ルーマニアの民主化後、オラデア市電の運営権は1991年にオラデア自治交通局（Regia Autonomă Oradea Transport Local）に移管された後、2010年にオラデア市がほとんどの株を所有する共同株式会社のオラデア地域交通会社（Oradea Transport Local S.A.、O.T.L.）への再編が実施されている。これらの事業者は路線の改修・近代化、超低床電車の導入を含めた車両の更新事業などを進めているが、一方で長年続いた貨物輸送については1994年をもって終了しており、在籍していた電気機関車のうち1両が2011年に復元の上市電の沿線で静態保存されている。

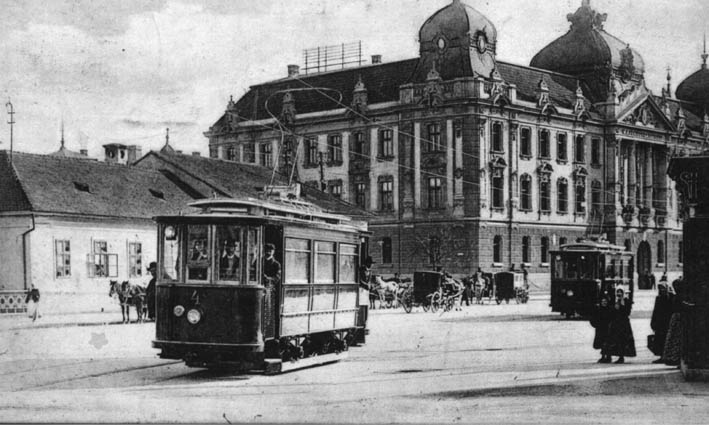
開通初期のオラデア市電（1906年頃撮影）
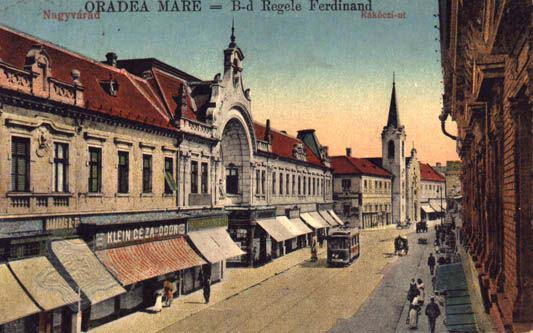
初期のオラデア市電の絵葉書
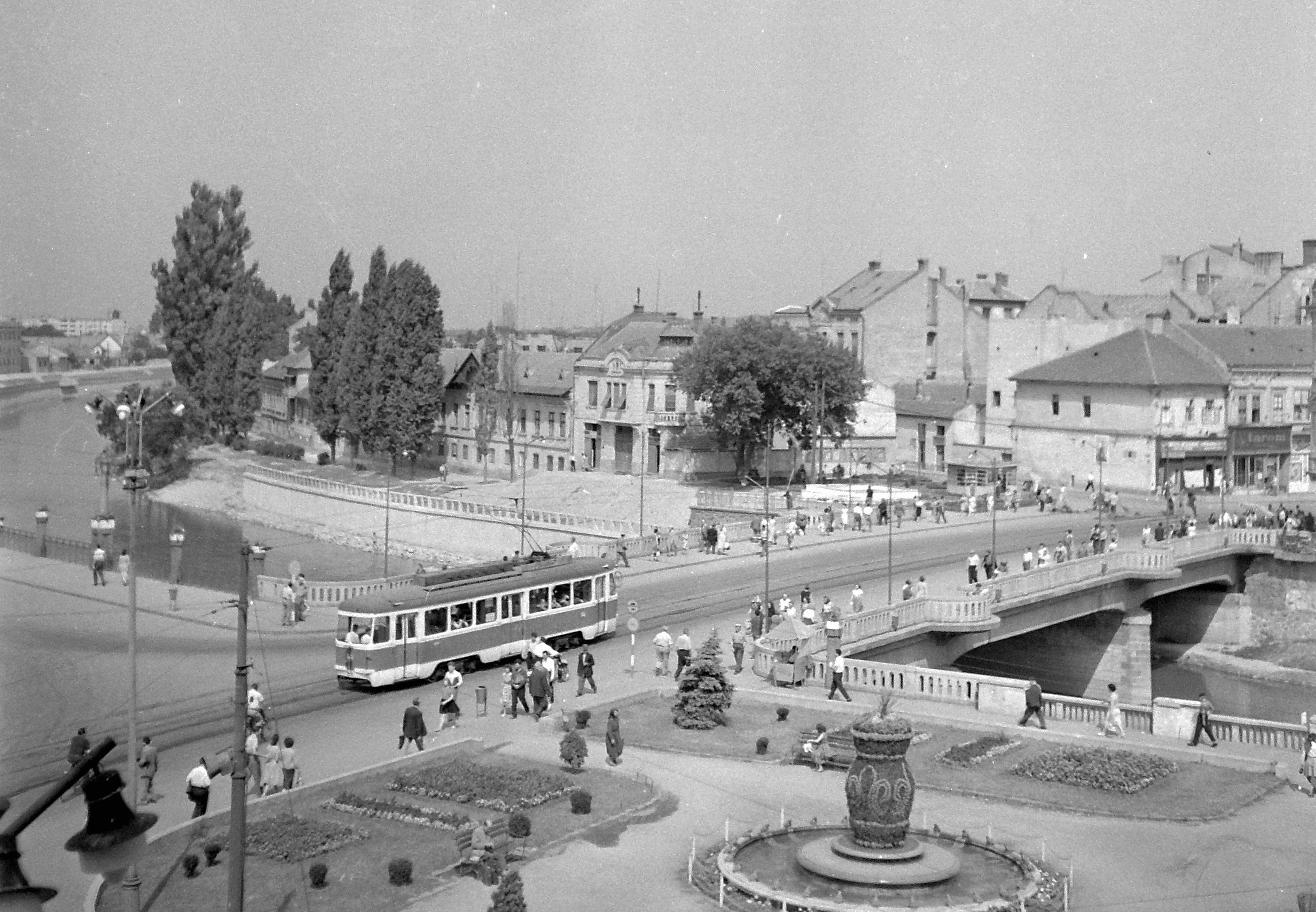
ルーマニア国産のボギー車（1961年撮影）

## 運用
2020年現在、オラデア市電では以下の8系統が設定されている。平日と週末（土曜日、日曜日）では運行系統が大きく異なっており、半数の系統は平日のみ運行する。運賃は乗車券を購入した場合1回の乗車につき3レイで、スマートフォン等のSMSを用いた事前購入の場合は3.5レイとなる。また月額制のサブスクリプションや非接触式ICカードにも対応している。
| 系統番号 | 経路                                                       | 備考・参考                                                 |
| -------- | ---------------------------------------------------------- | ---------------------------------------------------------- |
| 1R       | Pod C.F.R. - Piaţa Unirii - Gara Centrală - Pod C.F.R.     | ラケット式環状系統 環状区間は反時計回りで運行 平日のみ運行 |
| 1N       | Nufărul - Piaţa Unirii - Sinteza - Gara Centrală - Nufărul | ラケット式環状系統 環状区間は時計回りで運行 平日のみ運行   |
| 1NS      | Pod CFR I - Sinteza I                                      | [ 12 ]                                                     |
| 2        | Nufărul - Piaţa Unirii - Ioşia                             |                                                            |
| 3R       | Nufărul - Gara Centrală - Piaţa Unirii - Nufărul           | ラケット式環状系統 環状区間は反時計回りで運行 平日のみ運行 |
| 3N       | Nufărul - Piaţa Unirii - Gara Centrală - Nufărul           | ラケット式環状系統 環状区間は時計回りで運行 平日のみ運行   |
| 4R       | Nufărul - Gara Centrală - Sinteza - Piaţa Unirii - Nufărul | 4N号線とは往路・復路の経路が異なる 平日は4往復のみ運行     |
| 4N       | Nufărul - Piaţa Unirii - Sinteza - Gara Centrală - Nufărul | 4R号線とは往路・復路の経路が異なる 平日は4往復のみ運行     |
| 8        | Pod CFR - Decebal - Iosia                                  |                                                            |

## 車両

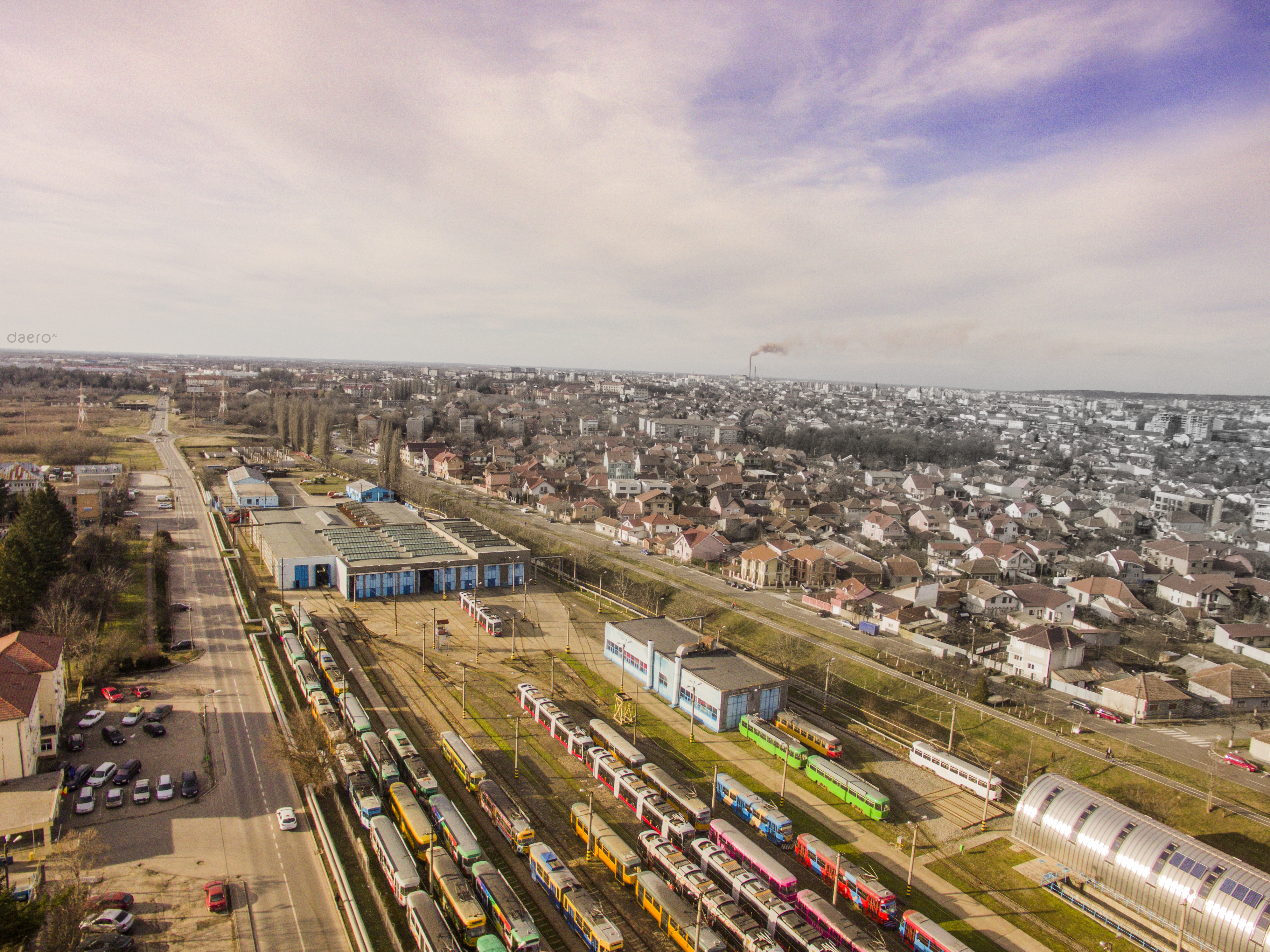
オラデア市電の車庫（2016年撮影）

共産主義時代に導入されたティミス2を始めとした車両は経年による老朽化やメンテナンス頻度の増加、更に予備部品の確保などの面から、民主化以降ドイツ各都市から導入された中古車両による置き換えが行われた。更に2008年から2009年にかけてはオーストリアのウィーン市電にも導入された超低床電車のULFが登場しており、これはルーマニアにおける初の超低床電車となった。これらを含め、2020年時点でオラデア市電に在籍する営業用車両の形式は以下の通りである。
| 形式       | 編成             | 備考・参考                                                                   |
| ---------- | ---------------- | ---------------------------------------------------------------------------- |
| T4D        | ボギー車         | マクデブルク市電、ドレスデン市電からの譲渡車両 KT4DMの導入により廃車が進行中 |
| B4D        | ボギー車(付随車) | マクデブルク市電、ドレスデン市電からの譲渡車両 KT4DMの導入により廃車が進行中 |
| ULF        | 5車体連接車      | 超低床電車 10両(50 - 59)が在籍                                               |
| KT4DM      | 2車体連接車      | ベルリン市電からの譲渡車両 30両が在籍                                        |
| インペリオ | 3車体連接車      | 超低床電車 10両を導入予定                                                    |

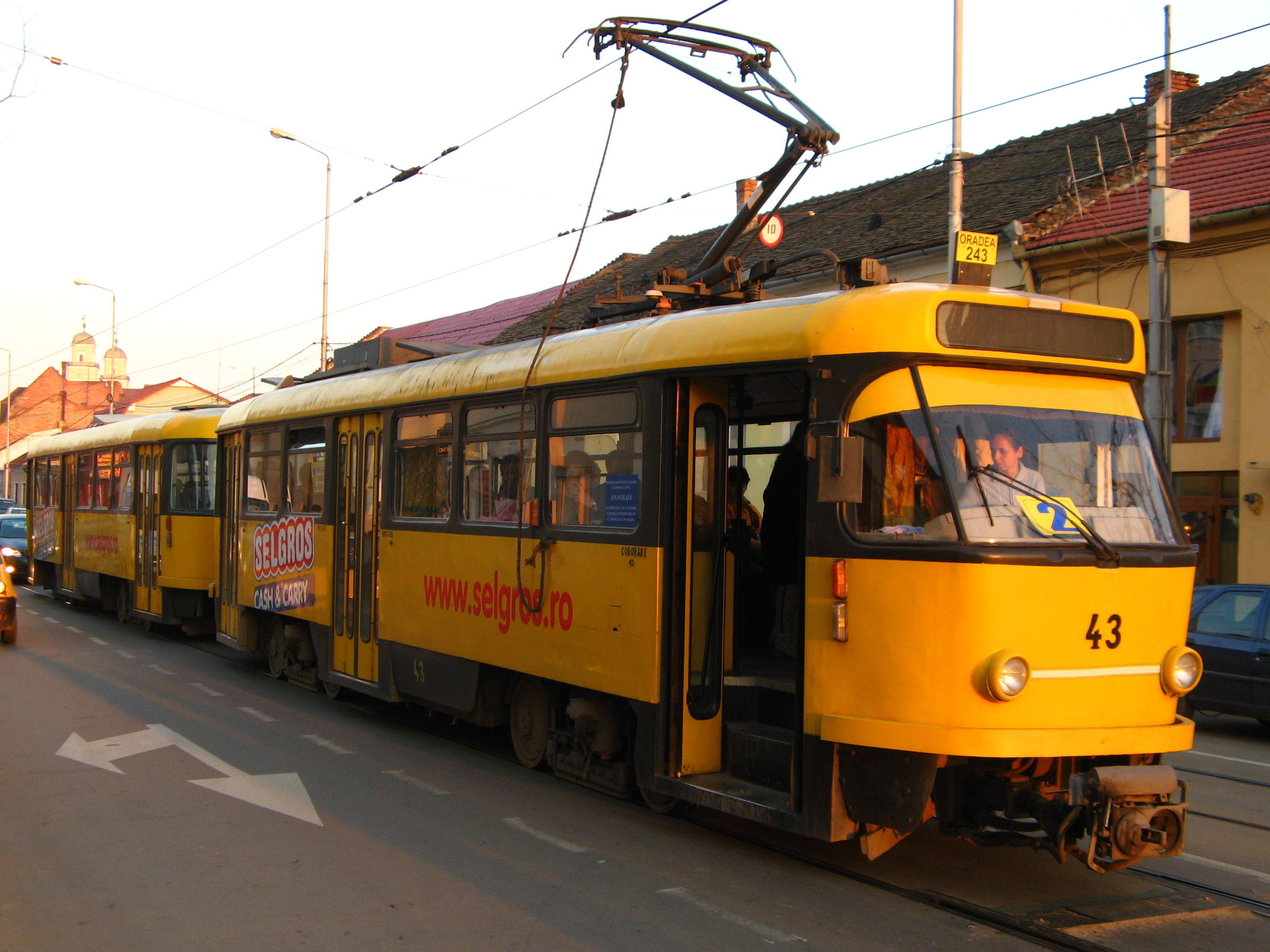
T4D + B4D（2008年撮影）
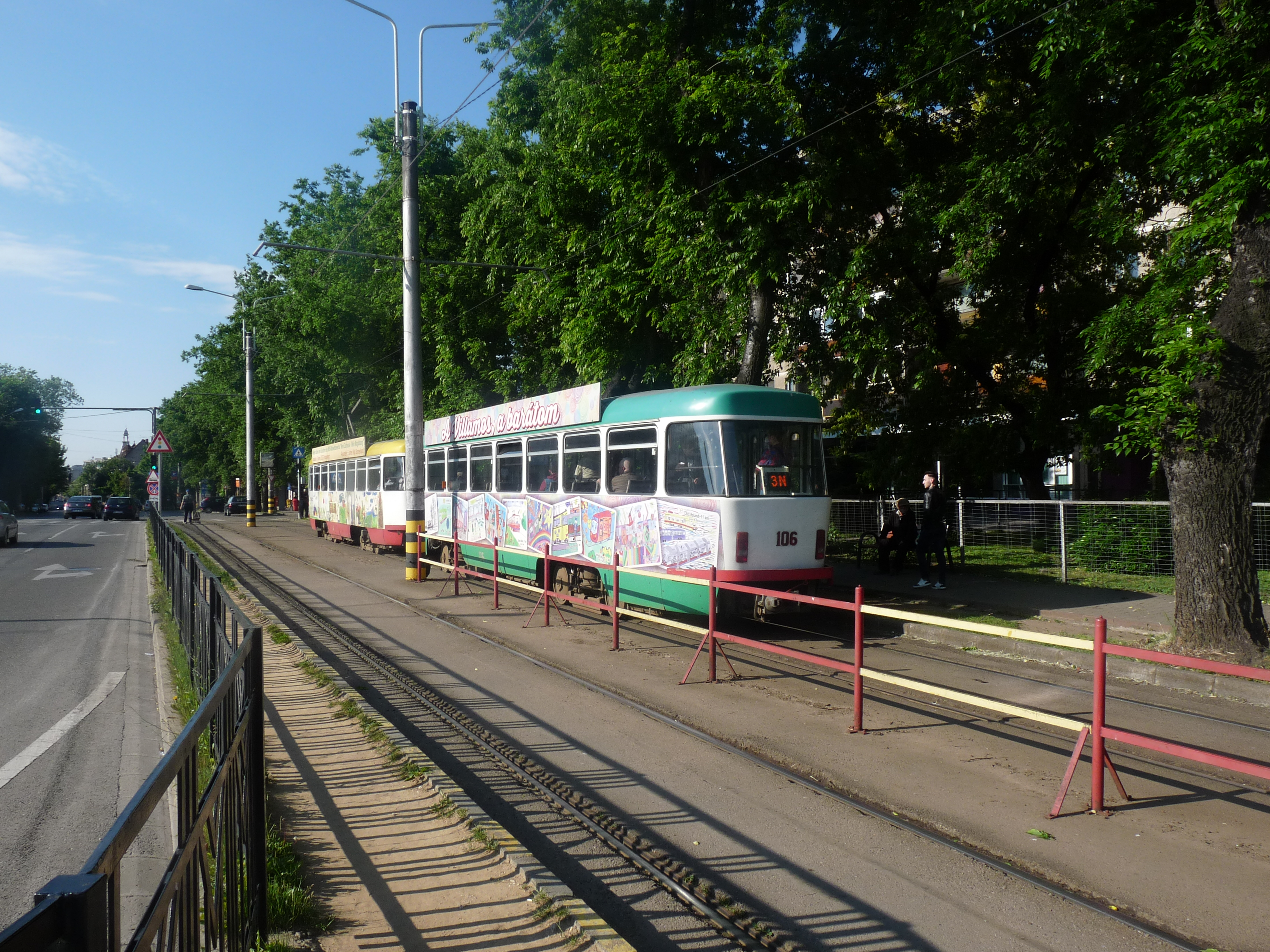
T4D（奥） + B4D（前）（2017年撮影）
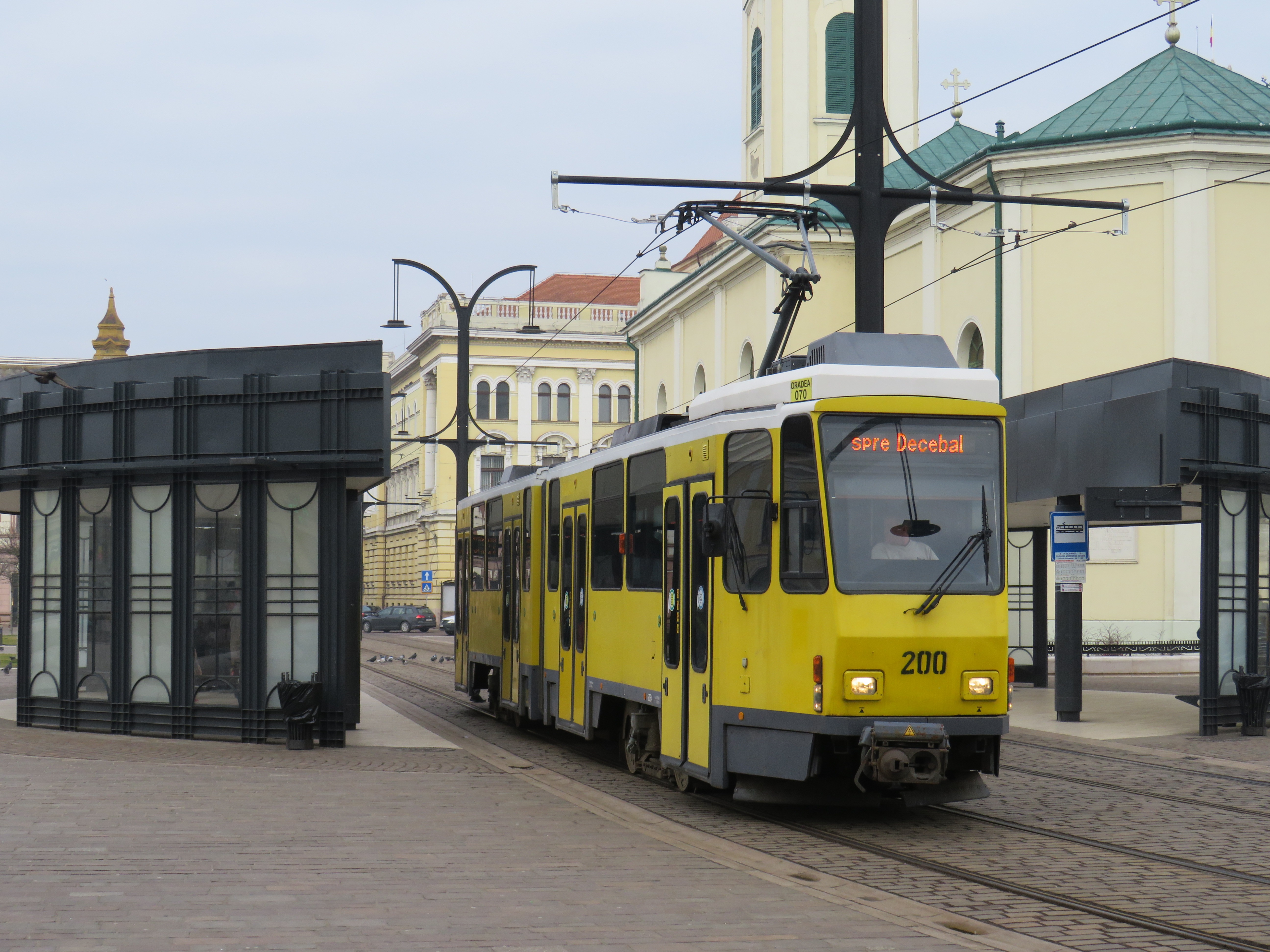
KT4DM（2018年撮影）
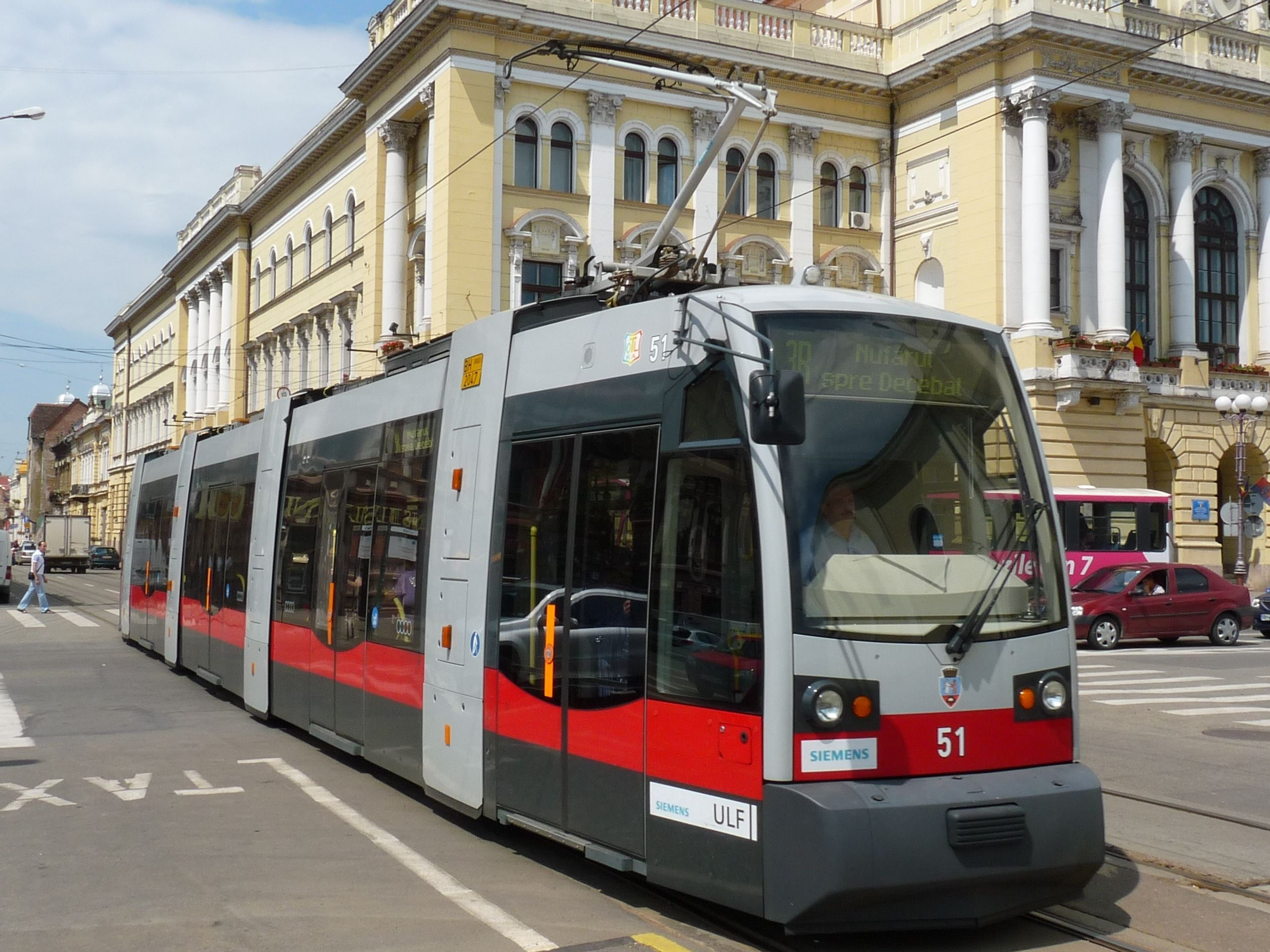
ULF（2010年撮影）
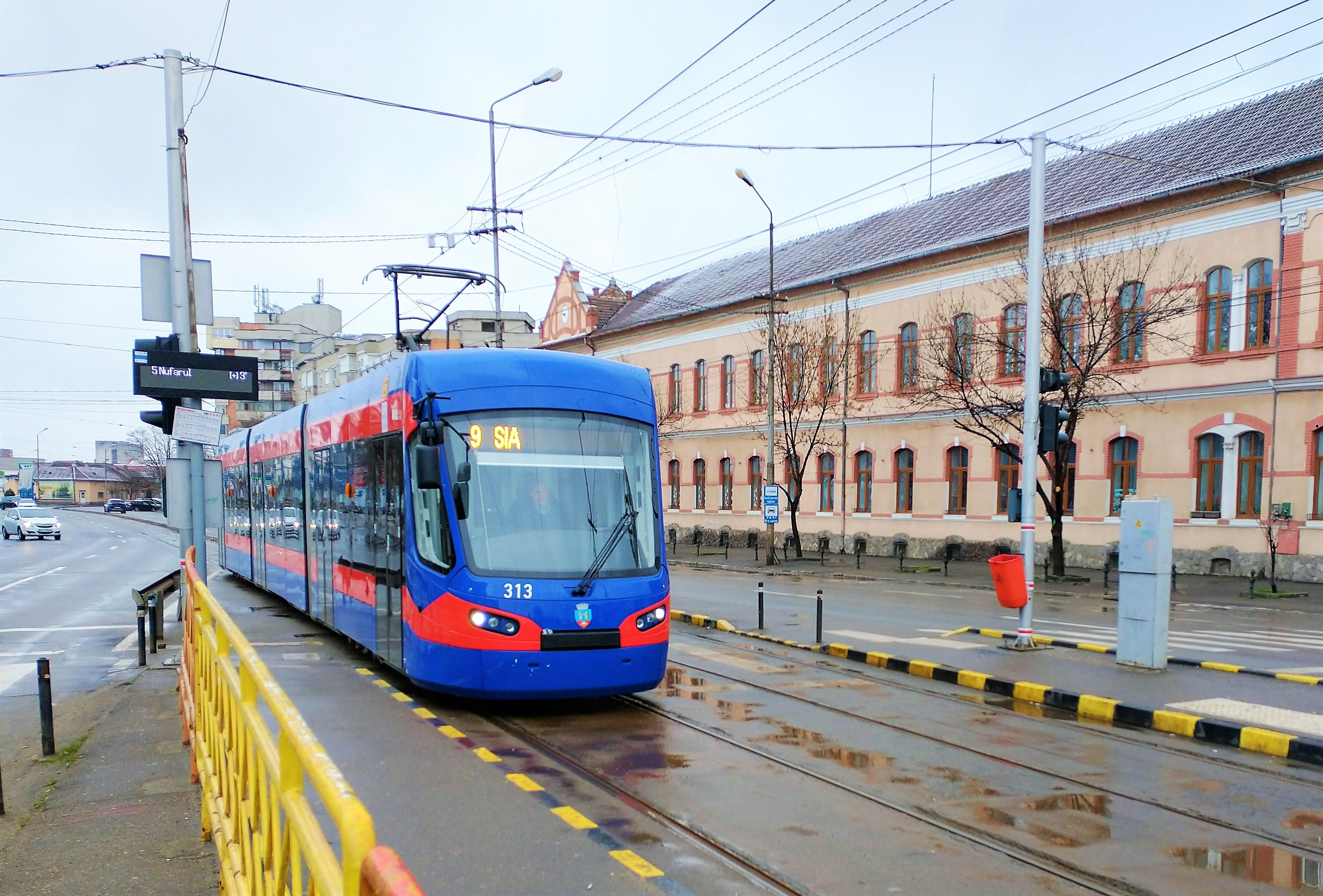
インペリオ（2022年撮影）

## 参考資料
- Borcea Liviu; Mihai Apan; Moisa Gabriel (2006). De la o staţie la alta : centenarul tramvaiului orădean. Oradea: Arca. ISBN 973-87671-1-3